# Andrena biskrensis
Andrena biskrensis är en biart som beskrevs av Pérez 1895. Andrena biskrensis ingår i släktet sandbin, och familjen grävbin. Inga underarter finns listade i Catalogue of Life.